# Рингельман, Максимилиан
Максимилиа́н Рингельма́н (англ. Max Ringelmann; 10 декабря 1861 года, Париж — 2 мая 1931 года, Париж) :55 — французский профессор сельскохозяйственного машиностроения и инженер-агроном, который занимался научными испытаниями и разработкой сельскохозяйственной техники.
Интересы Рингельмана были весьма широки: он разработал шкалу Рингельмана, которая до сих пор используется для измерения задымлённости. Он также открыл эффект Рингельмана в социальной психологии, а именно: обнаружил, что при работе в группах люди «расслабляются».

## Образование
После окончания парижской государственной школы, Рингельман учился в Институте национальной агрономии (National Institute of Agronomy), где проявил себя весьма выдающимся учеником. Он также посещал вечерние курсы Эрве Мангона по сельской инженерии в Национальной консерватории искусств и ремесел (Национальная консерватория искусств и ремесел). (Шарль-Франсуа Эрве Мангон (1821–1888) получил образование инженера-строителя, но его интерес сместился в сторону сельского хозяйства, где он изучал ирригацию, дренаж, удобрения и т.д.)
Рингельман также посещал курсы в École Nationale де Ponts и др Chaussées (Национальная школа мостов и дорог), гражданской инженерной школы:47.

## Карьера
Начиная с 1881 года, Рингельман преподавал курс по сельскому машиностроению в Национальной школе сельского хозяйства (Национальная школа сельского хозяйства) в Гран-Жуан, Нозай, Франция. К 1883 году он вёл еженедельную колонку в «Журнале сельского хозяйства» (журнал «Практическое сельское хозяйство»):51.
До этого, развитие сельскохозяйственной техники осуществлялось, в основном, любителями. Эжен Тисеран, директор Министерства сельского хозяйства, хотел применить научный подход к разработке и оценке сельскохозяйственной техники. Поэтому он попросил, чтобы Рингельман разработал план строительства установки для испытания сельскохозяйственной техники, которая после многих превратностей была запущена в 1888 году. Объект был основан на улице Дженнер в Париже, а Рингельман был назначен его директором.  :48
Он адаптировал промышленные инструменты там, где это было возможно; он также проектировал и создавал такие инструменты, как тяговые динамометры, ротационные динамометры, профилографы и т.д. Он ставил целью определить эффективность сельскохозяйственной техники, её экономику, качество выполненных работ и т.д. Его широкие интересы вскоре привели его к расширению его исследований, чтобы охватить все отрасли сельского машиностроения: строительство, дренаж, ирригацию, электрификацию, гидравлику.
- В 1887 году Рингельман был избран в Академию сельского хозяйства;
  - в том же году он стал профессором механики и сельского машиностроения в Национальной школе сельского хозяйства в Гриньоне[уточнить].
- В 1897 году он сменил своего бывшего профессора Эрве Мангона на должности профессора сельского машиностроения в Институте национальной агрономии.
- В 1902 году он стал профессором колониальной сельской инженерии в Высшей национальной школе сельского хозяйства Колоньяль в Ножан-сюр-Марн:55.

Рингельман путешествовал по Европе и Северной Америке, наблюдая за теми районами, где механизация сельского хозяйства быстро развивалась. Он также посетил французские колонии, особенно в Северной Африке, чтобы изучить особенности проблем, связанных с местным климатом и доиндустриальной технологией, которая использовалась местными фермерами. Его опыт в области сельскохозяйственного машиностроения был востребован изобретателями, промышленниками и фермерами:49.

### Дымовые диаграммы Рингельмана

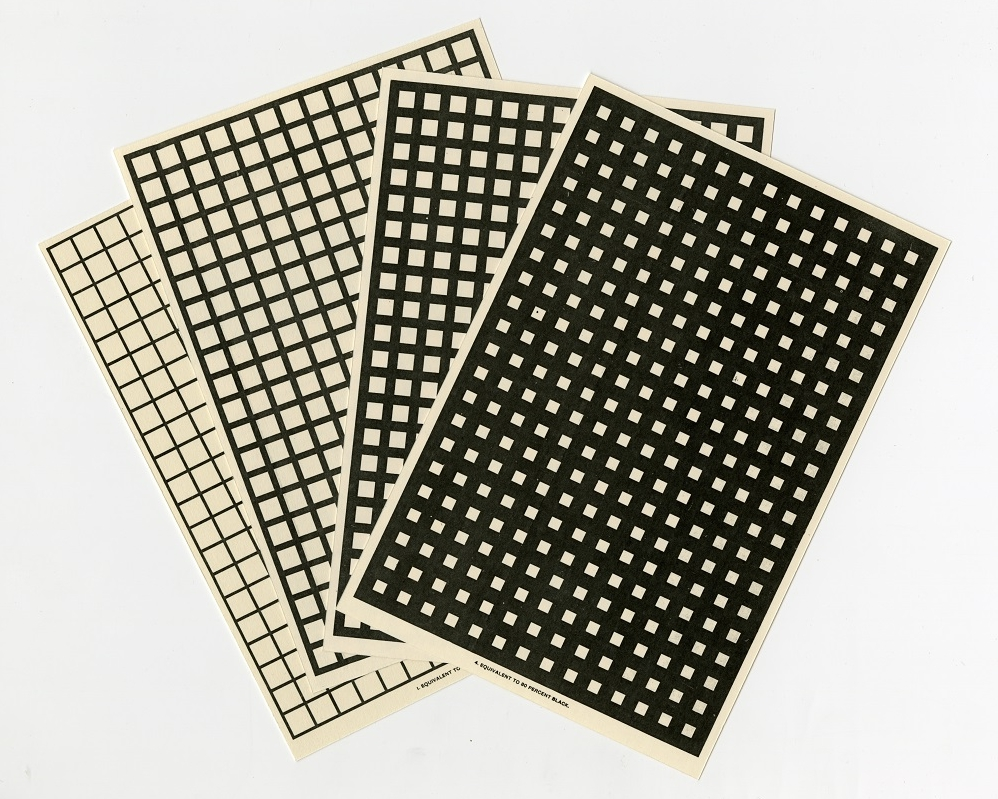
Дымовые диаграммы Рингельмана, 1897 г.

В 1888 году Рингельман предложил спецификацию для простого набора сеток для измерения плотности дыма. Это получило название шкала Рингельмана. К 1897 году были доступны распечатанные карты с дымовыми сетками. В Соединенных Штатах во многих городах были приняты местные законы, запрещающие задымлённость более 3 (60% непрозрачности) по шкале Рингельмана. Эти карты всё ещё используются.

### История сельского машиностроения
Во время 1900-1905, Ringelmann написал монументальное, четырёхтомное исследование Essai сюры l'Histoire ей Génie Rural (Очерк истории сельской инженерии), в котором прослеживается прогресс сельского машиностроения от ранней истории к современной эпохе:51.

### Эффект Рингельмана
Рингельман также обнаружил эффект Рингельмана, также известный как «социальное бездействие». Это исследование было проведено в сельскохозяйственной школе Гран-Жуана, между 1882 и 1887 годами, но результаты не были опубликованы до 1913 года. В частности, Рингельман заставлял своих учеников, индивидуально и в группах, перетягивать канат. Он заметил, что усилия, прилагаемые группой, были меньше, чем сумма усилий, предпринимаемых студентами, действующими индивидуально:9.
 Оригинальный текст: Pour l’emploi de l’homme, comme d’allieurs des animaux de trait, le meilleure utilisation est réalisée quand le moteur travaille seul : dès qu’on accouple deux ou plusieurs moteurs sur la même résistance, le travail utilisé de chacun d’eux, avec la même fatigue, diminue par suite du manque de simultanéité de leurs efforts … 
 Перевод: При работе людей или тягловых животных более эффективное использование достигается, когда источник движущей силы работает один: как только один из двух или нескольких таких источников подключается к одной и той же нагрузке, работа, выполняемая каждым из них, при одном уровне усталости, уменьшается в результате отсутствия одновременности их усилий ... 
 Это открытие является одним из самых ранних открытий в истории социальной психологии, что позволило некоторым исследователям позиционировать Рингельмана как основателя социальной психологии.
Макс Рингельман умер в Париже 2 мая 1931 года.